# Tempestat d'octubre
Tempestat d'octubre (títol original en anglès, October Gale) és una pel·lícula de thriller canadenca escrita i dirigida per Ruba Nadda. Es va exhibir al Festival Internacional de Cinema de Toronto de 2014 a la secció de Presentacions Especials. Va ser adquirida per IFC Films i es va estrenar el març de 2015. La pel·lícula és protagonitzada per Patricia Clarkson, Scott Speedman i Tim Roth. Clarkson havia treballat anteriorment amb Nadda a Cairo Time. S'ha doblat al valencià per a À Punt.